# Dedina Bara
Dedina Bara je naselje u gradu Leskovcu, Jablanički upravni okrug, Srbija. Prema popisu iz 2022. godine u Dedinoj Bari je živjelo 652 stanovnika.